# Dik-dik-de-salt
O dik-dik-de-salt (Madoqua saltiana) é uma espécie de pequenos antílopes encontrada em terrenos áridos no Chifre da África, mas também no norte do Quênia e leste do Sudão. Foi nomeado em homenagem a Henry Salt, o primeiro europeu a reconhecer a espécie na Abissínia no início do século XIX.